# شیرخشتی خارآتشین
شیرخشتی(نام علمی: Pyracantha coccinea) نام یک گونه از سرده شیرخشتی است.

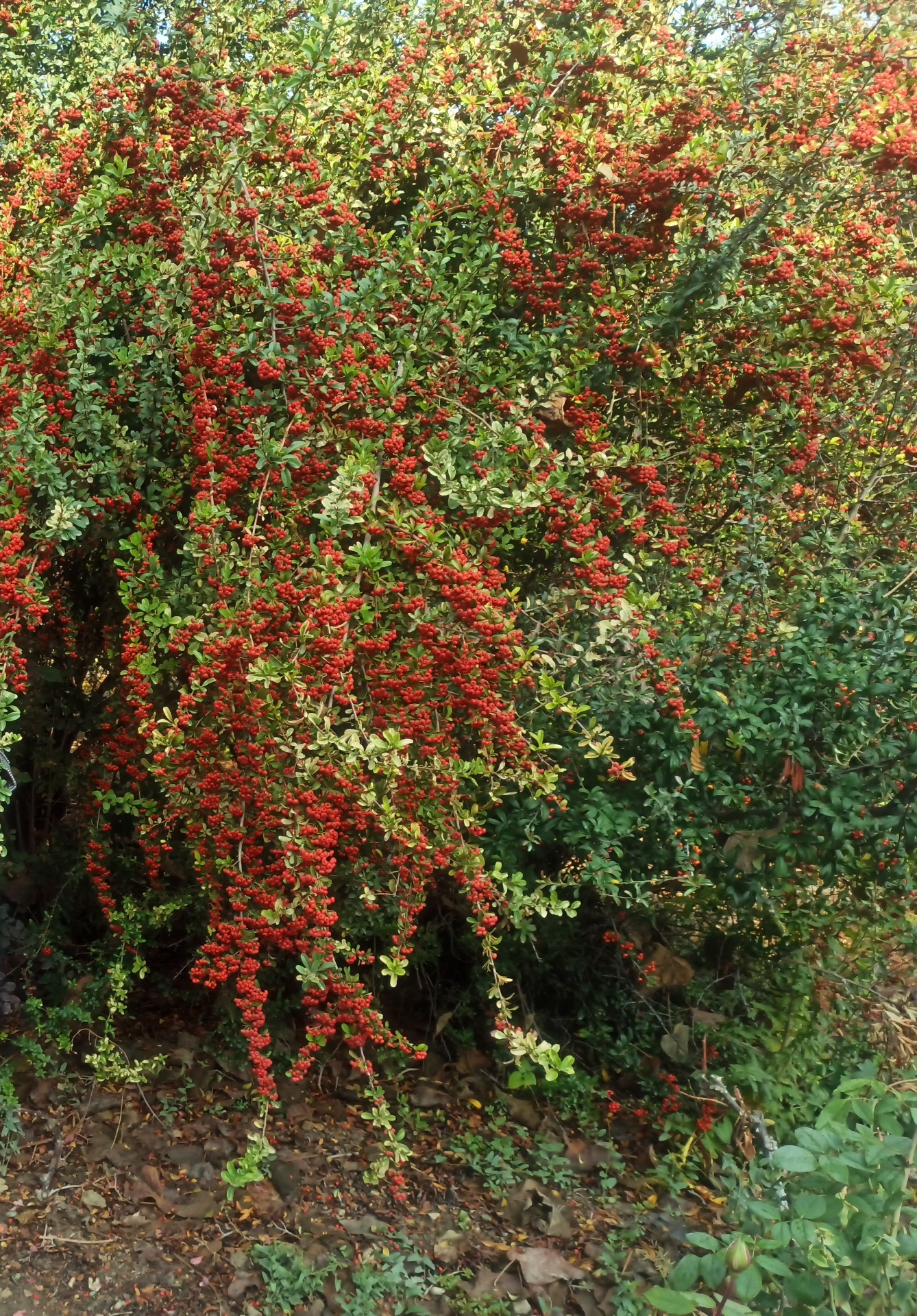
پیراکانتا